# Кляриновское сельское поселение
Кляриновское сельское поселение — упразднённое муниципальное образование в составе Руднянского района Смоленской области России.
Административный центр — деревня Кляриново.
Образовано Законом от 1 декабря 2004 года. Упразднено Законом Смоленской области от 20 декабря 2018 года с включением всех входивших в его состав населённых пунктов к 1 января 2019 года в Понизовское сельское поселение.

## Географические данные
- Общая площадь: 243 км²
- Расположение: центральная часть Руднянского района
- Граничит:
  - на востоке — с  Демидовским районом
  - на юго-востоке — с  Переволочским сельским поселением
  - на юго-западе — с  Кругловским сельским поселением
  - на западе — с  Беларусью
  - на севере — с  Понизовским сельским поселением
- Крупные реки: Рутавечь.

## Население
| 2011 | 2012 | 2013 | 2014 | 2015 | 2016 | 2017 |
| ---- | ---- | ---- | ---- | ---- | ---- | ---- |
| 710  | ↘697 | ↘668 | ↘641 | ↘629 | ↘619 | ↘601 |
| 2018 | 2019 |      |      |      |      |      |
| ↘572 | ↘553 |      |      |      |      |      |

## Населённые пункты
На территории поселения находилось 29 населённых пунктов:
- Деревня Кляриново — административный центр
- Аниськи, деревня
- Баботки, деревня
- Бор, деревня
- Боярщина, деревня
- Братышки, деревня
- Брусы, деревня
- Волки, деревня
- Гари, деревня
- Дуброво, деревня
- Кадомы, деревня
- Корбаны, деревня
- Нивки, деревня
- Николинки, деревня
- Новоселки, деревня
- Распопы, деревня
- Свариха, деревня
- Сельцо, деревня
- Семенцево, деревня
- Соменки, деревня
- Стрелицы, деревня
- Сурмилицы, деревня
- Теляпни, деревня
- Фащево, деревня
- Холмы, деревня
- Хохлы, деревня
- Шапки, деревня
- Шатилово, деревня
- Шмыри, деревня

## Экономика
Сельхозпредприятия, магазины.